# Sandøyna (Øygarden)
Ne doit pas être confondu avec Sandøyna.
Sandøyna est une île dans le landskap Sunnhordland du comté de Vestland. Elle appartient administrativement à Øygarden.

## Géographie
Rocheuse et désertique, elle s'étend sur environ 670 m de longueur pour une largeur approximative de 455 m.